# Helena Orleánská
Helena Orleánská (13. června 1871 – 21. ledna 1951) byla členkou sesazeného francouzského rodu Bourbon-Orléans a sňatkem vévodkyní z Aosty. Přestože o její ruku žádal dědic britského i ruského trůnu, kvůli náboženským rozdílům byly nabídky odmítnuty.

## Rodina
Helena se narodila jako třetí z osmi dětí Filipa Pařížského a Marie Isabely Orleánské. Její otec byl vnukem Ludvíka Filipa I. a od roku 1842 do svržení dynastie v roce 1848 byl dědicem trůnu. Stejně jako dva její sourozenci, i Helena se narodila v exilu v York House v Twickenhamu, Anglii, krátce předtím, než byl zrušen zákon o vyhnání dynastie z Francie. Na konci června byla rodina poslána zpět do Francie, kde se usadila v Hotelu Fould na Rue du Faubourg-Saint-Honoré, jako hosté jejich strýce, Jindřicha Orleánského, jehož bohatství a majetky ve Francii nebylo v roce 1852 zkonfiskováno, na rozdíl od ostatních orleánských princů. 21. prosince 1872 přijalo Národní shromáždění zákon o restituci, povolilo odškodnění ve výši 40 milionů z osmdesáti milionů franků v hodnotě majetku, který byl Orleánským zabaven, ačkoli skutečného navrácení majetku se dočkali až po několika letech.
V roce 1883 zemřel bez potomků poslední legitimní princ z mužské linie Ludvíka XV., Jindřich, hrabě z Chambord. Francouzští royalisté tak, kromě paličatých legitimistů, spatřovali v pařížském hraběti dědice francouzské koruny. Nicméně, oslavy v Paříži na jaře 1886, před uzavřením manželství v Lisabonu Heleniny starší sestry Amélie s Karlem Portugalským, vyvolaly tak jasné vyjádření podpory královskému rodu Orléans, že 22. července Francouzská republika neponechala nic náhodě a pro jistotu vyhnala všechny hlavy bývalých královských dynastií, Orléans a Bonaparte, ze země. Téměř všichni Orleánští okamžitě opustili Francii, Helena s rodiči odjela n návštěvu Tunbridge Wells v Anglii, a pak odcestovali do Skotska a nakonec se usídlili v Sheen House v East Sheen v Anglii. V roce 1890 se přestěhovali do Stowe House, Buckingham, Anglie.

## Potencionální manželství
Většina Heleniných sourozenců měla dobré partie, sestra Amélie se stala portugalskou královnou, bratr orleánský vévoda Filip se oženil s arcivévodkyní Marií Doroteou Rakouskou a sestra Isabela s vévodou de Guise. Helenini rodiče doufali, že se jejich dcera provdá za dědice některého z trůnů. Tyto naděje byly rozdmýchány tím, že Helena byla považována za velkou krásku a jeden současník uvedl, že byla „ztělesněním ženské krásy a zdraví, proslula jako půvabná atletka a okouzlující lingvistka.“

### Vztah s vévodou z Clarence
Albert Viktor, vévoda z Clarence a Avondale („Eddy“) byl nejstarším synem budoucího Eduarda VII. a vnukem královny Viktorie. Během jara a léta 1890 se Helena a Eddy seznámili v domácnosti jeho sestry Luisy. S podporou svých matek se do sebe Helena s Eddym zamilovali. 29. srpna 1890 dostal Clarence povolení setkat se o samotě se svou babičkou v Balmoralu a přivedl s sebou Helenu. Manželství s katoličkou by pro Eddyho znamenalo ústavní propadnutí jeho nároku na trůn, v souladu s Act of Settlement (1701), ale Helena nabídla, že se stane anglikánkou. Když královna Viktorie vyjádřila překvapení nad Heleninou nabídkou, Helena se rozplakala a trvala na tom, že je ve jménu lásky ochotna toto udělat. Pár prosil o její pomoc, a tak královna souhlasila, že je podpoří, ale varovala je, že existuje množství překážek, které by mohly činit úspěch nepravděpodobným. Královna očekávala, že Helenin otec nebude souhlasit se změnou víry své dcery.
Clarence nabídl, že se v případě potřeby vzdá svých nároků na trůn a napsal svému bratrovi: „Nemáš tušení, jak tu sladkou dívku miluji, mám pocit, že bez ní nemohu žít“. Jeho matka se sňatkem souhlasila, stejně jako jeho otec.
Nicméně, královniny obavy se ukázaly jako oprávněné. Její premiér, Lord Salisbury, vyjádřil 9. září královně písemně námitky vůči sňatku. Helenin otec sňatek odmítal, nemohl dceři dovolit konvertovat a informoval o tom královnu. Helena požádala papeže Lva XIII., aby jí povolil konvertovat, ale ten se přiklonil na stranu jejího otce a tím záležitost skončila.
Clarence se nikdy přes své city k Heleně nepřenesl a jejich vztah je připomínán u jeho hrobu korálkovým věncem, na kterém je napsáno jediné slovo  – „HELENE“. Clarence se později zasnoubil s Marií z Tecku, ke svatbě však nikdy nedošlo, protože Eddy zemřel ještě před svatbou a Marie se provdala za jeho mladšího bratra Jiřího.

### Carevič Mikuláš Ruský
Helena byl první možnou nevěstou nejstaršího syna Alexandra III. Alexandroviče a Marie Fjodorovny, careviče Mikuláše. Vztah nepostupoval přátelsky a tak se Mikuláš koncem roku 1894 oženil s Alix Hesenskou.

### Neapolský princ
Objevila se naděje, že by se Helena mohla provdat za nejstaršího syna a dědice Umberta I., neapolského prince. Několik let před svatbou s vévodou z Aosty, Helena odcestovala do Neapole, aby vzbudila pozornost krále a královny. K manželství však nedošlo a neapolský princ se nakonec v roce 1896 zasnoubil s Elenou Černohorskou. Nevyšel ani sňatek s Alfonsem z Porto, bratrem manžela Heleniny sestry Amélie.

## Manželství a potomci
25. června 1895 se Helena v kostele svatého Rafaela v Kingstonu na Temži provdala za Emanuela Filiberta z Aosty. Nebyla to tak významná partie, jakou si přáli její rodiče, ale Emanuel byl hlavou vedlejší větve italské královské rodiny. Svatby se zúčastnilo několik významných osobností, včetně korunního prince Viktora Emanuela Italského a vévody a vévodkyně z Connaughtu.
Pár měl dva syny:
- 1. Amedeo z Aosty (21. 10. 1898 Turín – 3. 3. 1942 Nairobi), 3. vévoda z Aosty, místokrál a generální guvernér Italské východní Afriky 1937–1941, zemřel v britském zajateckém táboře v Keni
  - ⚭ 1927 Anna Orleánská (5. 8. 1906 Le Nouvion-en-Thiérache – 19. března 1986 Sorrento)
- 2. Aimone z Aosty (9. března 1900 – 29. ledna 1948), vévoda ze Spoleta, 4. vévoda z Aosty, jako Tomislav II. král Nezávislého státu Chorvatska 1941–1943 (loutková země Třetí říše a Itálie), sám však na území státu nikdy nevkročil
  - ⚭ 1939 Irena Řecká (13. 2. 1904 Athény – 15. 4. 1974 Fiesole)

Helena v roce 1931 ovdověla a roku 1936 se podruhé provdala za Colonela Ottu Campiniho (1872–1951).

## Vývod z předků
|                  |                                          |  |                      |                                     |  |  |  |  |  |  |  | Ludvík Filip I. Orleánský |
|                  |                                          |  |                      |                                     |  |  |  |  |  |  |  |                           |
|                  | Ludvík Filip                             |  |                      |                                     |  |  |  |  |  |  |  |                           |
|                  |                                          |  |                      |                                     |  |  |  |  |  |  |  |                           |
|                  |                                          |  |                      | Luisa Henrietta Bourbonská          |  |  |  |  |  |  |  |                           |
|                  |                                          |  |                      |                                     |  |  |  |  |  |  |  |                           |
|                  | Ferdinand Filip Orleánský                |  |                      |                                     |  |  |  |  |  |  |  |                           |
|                  |                                          |  |                      |                                     |  |  |  |  |  |  |  |                           |
|                  |                                          |  |                      | Ludvík Jan Marie Bourbonský         |  |  |  |  |  |  |  |                           |
|                  |                                          |  |                      |                                     |  |  |  |  |  |  |  |                           |
|                  | Marie Amálie Neapolsko-Sicilská          |  |                      |                                     |  |  |  |  |  |  |  |                           |
|                  |                                          |  |                      |                                     |  |  |  |  |  |  |  |                           |
|                  |                                          |  |                      | Marie Tereza Felicitas d'Este       |  |  |  |  |  |  |  |                           |
|                  |                                          |  |                      |                                     |  |  |  |  |  |  |  |                           |
|                  | Filip Pařížský                           |  |                      |                                     |  |  |  |  |  |  |  |                           |
|                  |                                          |  |                      |                                     |  |  |  |  |  |  |  |                           |
|                  |                                          |  |                      | Karel III. Španělský                |  |  |  |  |  |  |  |                           |
|                  |                                          |  |                      |                                     |  |  |  |  |  |  |  |                           |
|                  | Fridrich Ludvík Meklenbursko-Zvěřínský   |  |                      |                                     |  |  |  |  |  |  |  |                           |
|                  |                                          |  |                      |                                     |  |  |  |  |  |  |  |                           |
|                  |                                          |  |                      | Marie Amálie Saská                  |  |  |  |  |  |  |  |                           |
|                  |                                          |  |                      |                                     |  |  |  |  |  |  |  |                           |
|                  | Helena Meklenbursko-Schwerinská          |  |                      |                                     |  |  |  |  |  |  |  |                           |
|                  |                                          |  |                      |                                     |  |  |  |  |  |  |  |                           |
|                  |                                          |  |                      | František I. Štěpán Lotrinský       |  |  |  |  |  |  |  |                           |
|                  |                                          |  |                      |                                     |  |  |  |  |  |  |  |                           |
|                  | Karolína Luisa Sasko-Výmarsko-Eisenašská |  |                      |                                     |  |  |  |  |  |  |  |                           |
|                  |                                          |  |                      |                                     |  |  |  |  |  |  |  |                           |
|                  |                                          |  |                      | Marie Terezie                       |  |  |  |  |  |  |  |                           |
|                  |                                          |  |                      |                                     |  |  |  |  |  |  |  |                           |
| Helena Orleánská |                                          |  |                      |                                     |  |  |  |  |  |  |  |                           |
|                  |                                          |  |                      |                                     |  |  |  |  |  |  |  |                           |
|                  |                                          |  | Karel III. Španělský |                                     |  |  |  |  |  |  |  |                           |
|                  |                                          |  |                      |                                     |  |  |  |  |  |  |  |                           |
|                  | Ludvík Filip                             |  |                      |                                     |  |  |  |  |  |  |  |                           |
|                  |                                          |  |                      |                                     |  |  |  |  |  |  |  |                           |
|                  |                                          |  |                      | Marie Amálie Saská                  |  |  |  |  |  |  |  |                           |
|                  |                                          |  |                      |                                     |  |  |  |  |  |  |  |                           |
|                  | Antonín Francouzský                      |  |                      |                                     |  |  |  |  |  |  |  |                           |
|                  |                                          |  |                      |                                     |  |  |  |  |  |  |  |                           |
|                  |                                          |  |                      | Filip Parmský                       |  |  |  |  |  |  |  |                           |
|                  |                                          |  |                      |                                     |  |  |  |  |  |  |  |                           |
|                  | Marie Amálie Neapolsko-Sicilská          |  |                      |                                     |  |  |  |  |  |  |  |                           |
|                  |                                          |  |                      |                                     |  |  |  |  |  |  |  |                           |
|                  |                                          |  |                      | Luisa Alžběta Francouzská           |  |  |  |  |  |  |  |                           |
|                  |                                          |  |                      |                                     |  |  |  |  |  |  |  |                           |
|                  | Marie Isabela Orleánská                  |  |                      |                                     |  |  |  |  |  |  |  |                           |
|                  |                                          |  |                      |                                     |  |  |  |  |  |  |  |                           |
|                  |                                          |  |                      | Ferdinand I. Neapolsko-Sicilský     |  |  |  |  |  |  |  |                           |
|                  |                                          |  |                      |                                     |  |  |  |  |  |  |  |                           |
|                  | Ferdinand VII.                           |  |                      |                                     |  |  |  |  |  |  |  |                           |
|                  |                                          |  |                      |                                     |  |  |  |  |  |  |  |                           |
|                  |                                          |  |                      | Marie Karolína Habsbursko-Lotrinská |  |  |  |  |  |  |  |                           |
|                  |                                          |  |                      |                                     |  |  |  |  |  |  |  |                           |
|                  | Luisa Fernanda Španělská                 |  |                      |                                     |  |  |  |  |  |  |  |                           |
|                  |                                          |  |                      |                                     |  |  |  |  |  |  |  |                           |
|                  |                                          |  |                      | Karel IV. Španělský                 |  |  |  |  |  |  |  |                           |
|                  |                                          |  |                      |                                     |  |  |  |  |  |  |  |                           |
|                  | Marie Kristýna Neapolsko-Sicilská        |  |                      |                                     |  |  |  |  |  |  |  |                           |
|                  |                                          |  |                      |                                     |  |  |  |  |  |  |  |                           |
|                  |                                          |  |                      | Marie Luisa Parmská                 |  |  |  |  |  |  |  |                           |
|                  |                                          |  |                      |                                     |  |  |  |  |  |  |  |                           |